# Черных, Иван Сергеевич

Памятник Ивану Черных в Томске

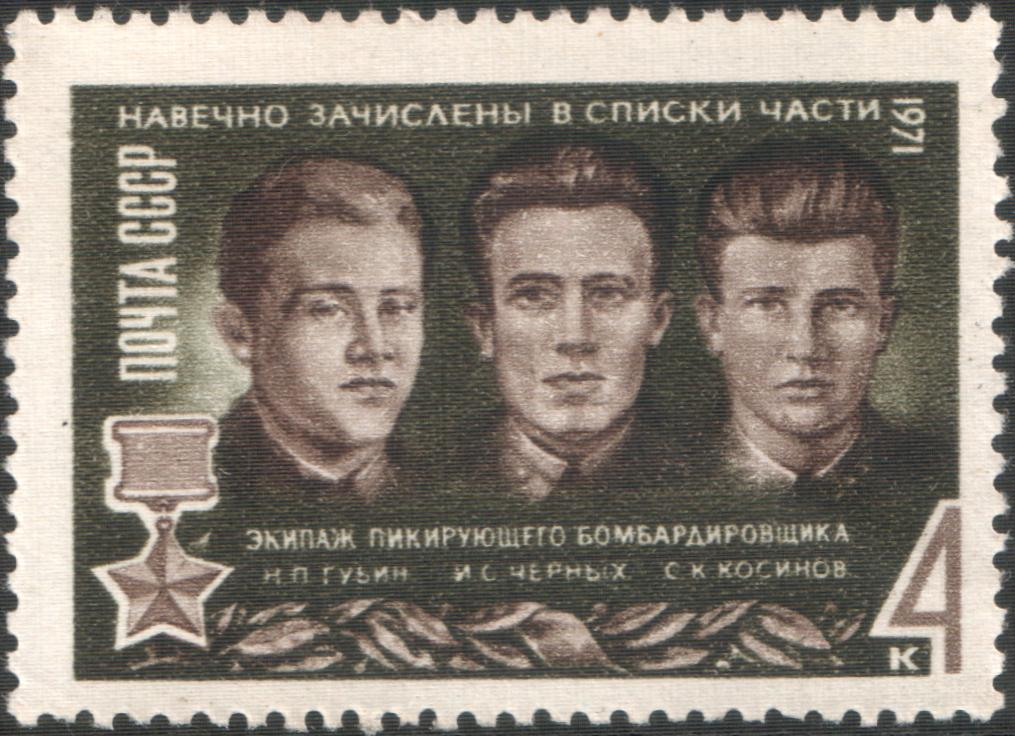
Назар Губин, Иван Черных и Семён Косинов на марке Почты СССР, 1971 год

Ива́н Серге́евич Черны́х (2 августа 1918, Яранский уезд, Вятская губерния — 16 декабря 1941, Чудово, Ленинградская область) — младший лётчик 125-го скоростного бомбардировочного авиационного полка. Герой Советского Союза.

## Биография
Родился 2 августа 1918, дер. Петухи (Петуховка) Фокинского сельсовета Вятской губернии в семье крестьянина. Русский. Отец погиб в Гражданскую войну. С 1928 года Иван жил в городе Томске. Окончил школу № 4 Томска и школу ФЗУ при заводе «Металлист» в 1938 году работал слесарем на машиностроительном заводе в Киселёвске (ныне ОАО «Машиностроительный завод имени И. С. Черных»). Успешно окончил аэроклуб в городе Прокопьевск, затем поступил в Новосибирскую военно-авиационную школу.
На фронте с первых дней Великой Отечественной войны, совершил 62 боевых вылета, был награждён орденом Красного Знамени и медалью «За отвагу». 16 декабря 1941 года младший лейтенант Иван Черных на самолёте Пе-2 участвовал в боях за Ленинград под городом Чудово. Самолёт был подбит и загорелся. Тем не менее пилот сумел выровнять его и сбросить бомбы, после чего направил горящую машину на колонну техники, повторив подвиг Николая Гастелло.
Удостоен звания Героя Советского Союза посмертно в 1942 году вместе с другими членами экипажа — Назаром Губиным и Семёном Косиновым.

## Память
- Именем Ивана Черных названы:
  - в Томске — улица и школа № 4, в которой он учился;
  - в Санкт-Петербурге — улица[4], в начале этой улицы стоит мемориальная доска с небольшой полкой для возложения цветов герою:Экипаж бомбардировщика под командованием Ивана Сергеевич Черных (родился 1918) и членами экипажа: штурманом Семёном Кирилловичем Косиновым (родился 1917) и стрелком-радистом Назаром Петровичем Губиным (родился 1918) в декабре 1941 года в районе города Чудова, выполняя боевое задание, повторил подвиг Гастелло, направив горящий самолёт в скопление вражеских танков и автомашин с пехотой. Именем Героя Советского Союза бесстрашного лётчика Ивана Черных названа эта улица в 1950 году.
  - в Киселёвске (Кемеровская область) — улица, расположенная недалеко от машиностроительного завода; школа № 24; ОАО «Машиностроительный завод имени И. С. Черных», где он трудился до Великой Отечественной войны
  - теплоход-лесовоз «Иван Черных» (1968 год)[5]
- 8 мая 2006 года в Томске установлен памятник И. С. Черных.
- Обелиск героям установлен на месте их подвига, в городе Чудово.
- В школе № 24 города Киселёвска находится музей боевой славы и памяти «огненного экипажа».

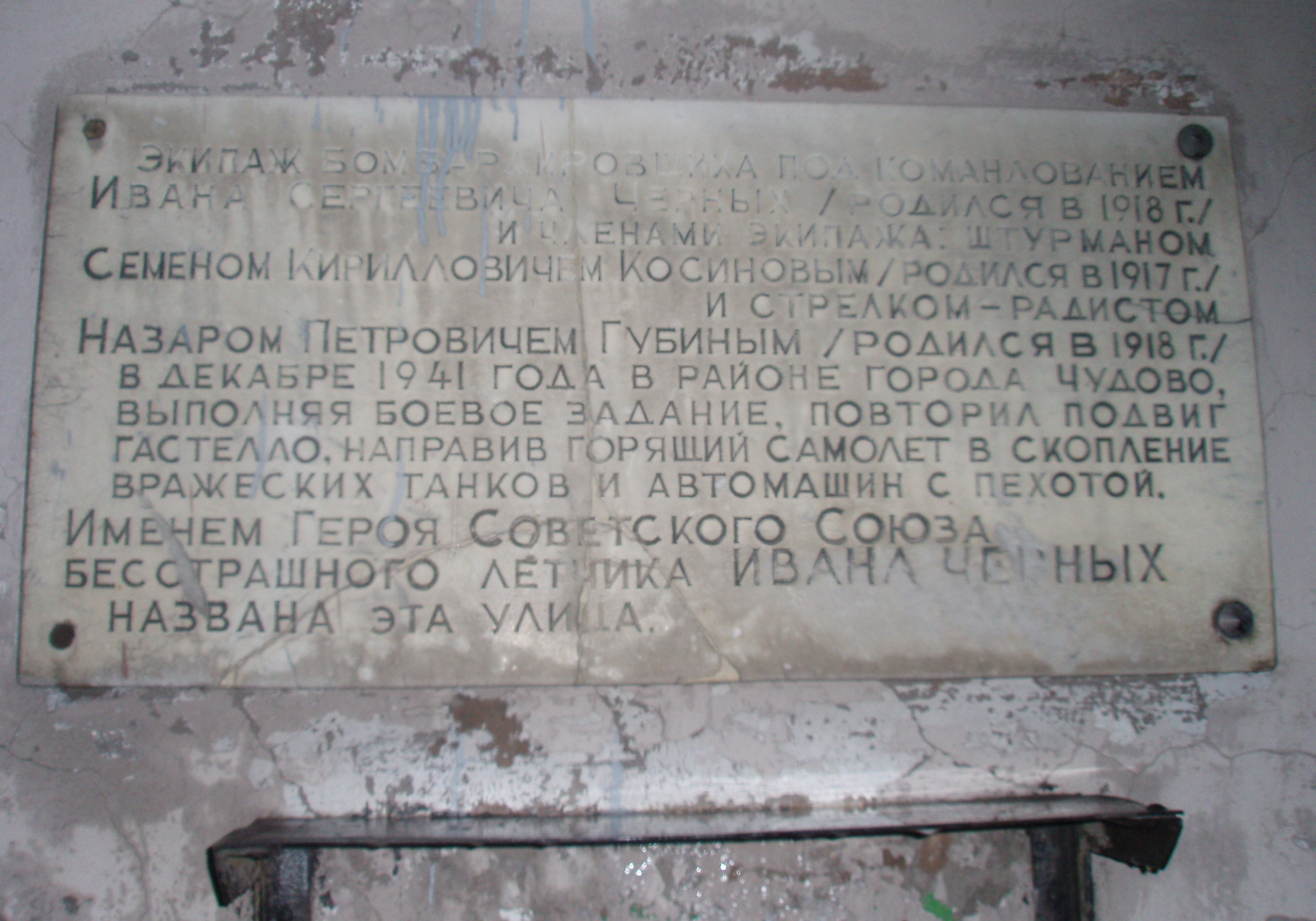
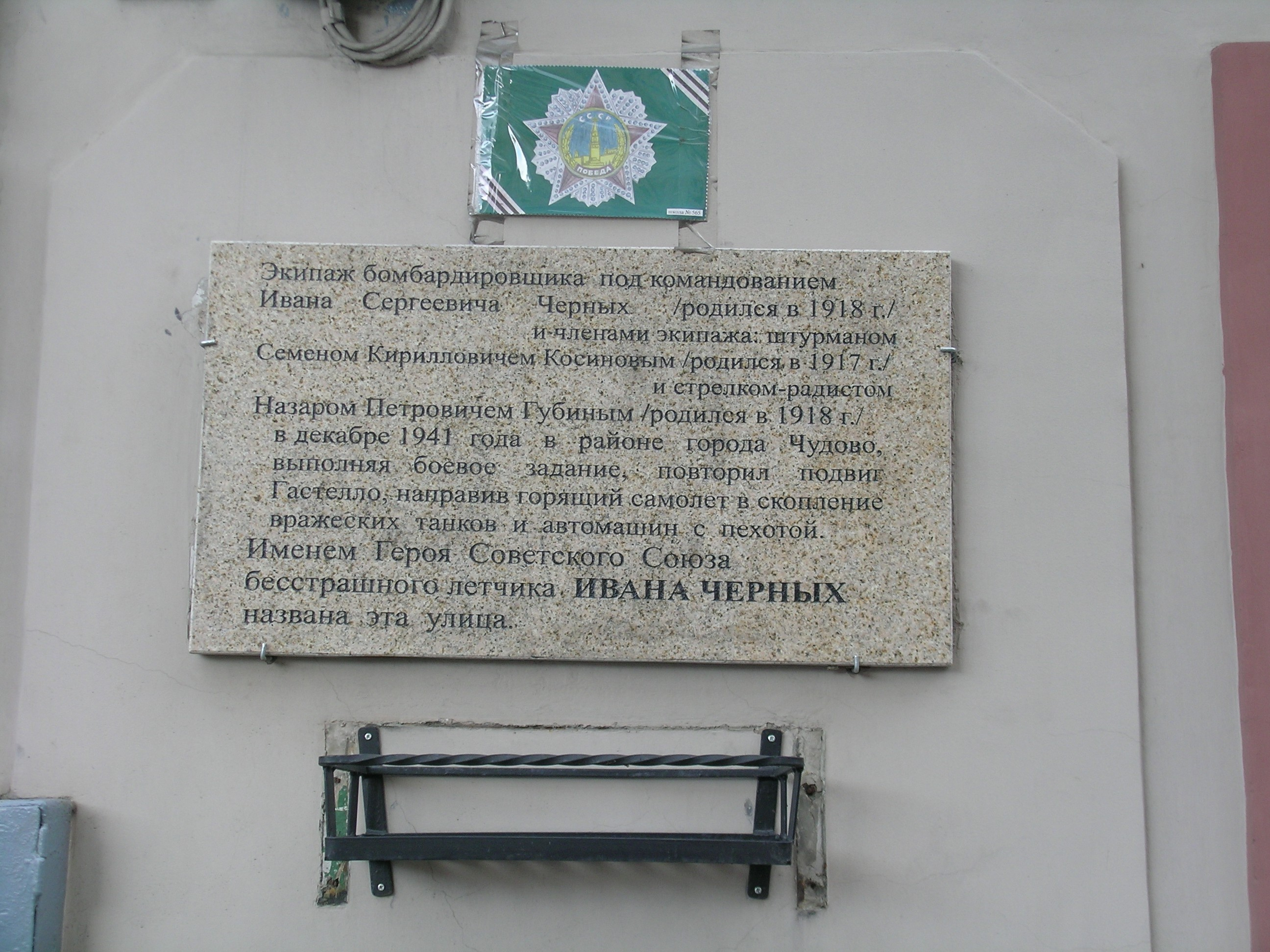

## Комментарии
1. ↑  Деревня Петухи (Петухово, Марченки), относившаяся к Троицкой волости Яранского уезда, в 1920-е годы — к Лебяжской волости Уржумского уезда, в последующем входила в состав Фокинского сельсовета Советского района Кировской области; упразднена 1.11.1996[2].